# 萧继先
萧继先，墓志作萧继远，字杨隐，小字留只哥，辽朝军事人物、外戚。
蕭継先幼年颖悟，被叔叔萧思温收为子，堂姐萧绰（萧思温之女）也非常喜爱他。乾亨初年，与辽景宗和萧绰的长女齐国公主结婚，拜驸马都尉。统和四年（986年），宋军来侵，继先率逻骑逆境上，多所俘获，辽圣宗表扬他，拜北府宰相。自此出师，继先必将本府兵先从。先后参加拔狼山百垒，破宋军于应州等战，聖宗南征取通利军，萧继先立功。后圣宗亲征高丽，萧继先年老，留守上京。五十八岁逝世。

## 评价
继先出身富贵，但是生活俭朴，所至以善治称，带兵打仗，未尝失利，名重戚里。

## 家庭
《辽史 第七十八卷 列传第八》记萧继先在乾亨（979年—983年）初与齐国公主结婚。公主生于969年，981年初封齐国公主，两人成婚时，齐国公主当十分年幼。
两人有一子两女。子萧绍宗。长女嫁齐国公主二弟耶律隆庆，册为秦国妃。次女嫁给公主三弟耶律隆裕，册为齐国妃。
有孙子和孙女各三人。长孙萧永，次孙萧宁，三孙萧安。长孙女萧氏为辽兴宗妃。次孙女早逝。曾孙二人，长曾孙萧蒲打。曾孙女一人。

## 延伸阅读
[在维基数据编辑]
 《遼史·卷78》，出自脱脱《遼史》